# José María del Río
José María del Río (Madrid, 25 de noviembre de 1942) es un actor de doblaje y locutor radiofónico español. Es un veterano actor de doblaje de películas y documentales, con más de 700 doblajes en su haber.
Entre sus muchos trabajos se cuenta el haber doblado al español en la TV española a Carl Sagan, en la serie documental de televisión Cosmos: Un viaje personal o simplemente Cosmos, así como un gran número de documentales de naturaleza emitidos en horario de sobremesa por la segunda cadena de TVE durante los años 80 y 90, como A vista de pájaro o películas como American Beauty, dando voz a Kevin Spacey. También es narrador en la serie infantil de animación Pocoyó y narrador frecuente en el programa Cuarto Milenio de la cadena española Cuatro. Ha prestado su voz a actores como Kevin Spacey, Billy Bob Thornton, Richard Dreyfuss y Dustin Hoffman. Además, es una de las voces recurrentes para los documentales y de la publicidad desde hace décadas.
Recibió el Premio Ondas en 1971 al mejor actor radiofónico por el conjunto de su participación en seriales y programas en Radio Nacional de España.